# 遷州
遷州（せんしゅう）は、中国にかつて存在した州。

## 魏晋南北朝時代
西魏により設置された光遷国を前身とする。563年（保定3年）、北周により光遷国は光遷郡と改められ、遷州が置かれた。

## 隋代
隋初には、遷州は1郡2県を管轄した。582年（開皇2年）、綏州が遷州に統合された。583年（開皇3年）、隋が郡制を廃すると、遷州の属郡は廃止された。605年（大業元年）、羅州が遷州に統合され、遷州は5県を管轄した。606年（大業2年）、遷州は房州と改称された。607年（大業3年）に州が廃止されて郡が置かれると、房州は房陵郡と改称され、下部に4県を管轄した。隋代の行政区分に関しては下表を参照。
| 隋代の行政区画変遷 | 隋代の行政区画変遷 | 隋代の行政区画変遷 | 隋代の行政区画変遷 | 隋代の行政区画変遷 | 隋代の行政区画変遷          | 隋代の行政区画変遷 |
| 区分               | 開皇元年           | 開皇元年           | 開皇元年           | 区分               | 大業3年                     |                    |
| ------------------ | ------------------ | ------------------ | ------------------ | ------------------ | --------------------------- | ------------------ |
| 州                 | 遷州               | 綏州               | 羅州               | 郡                 | 房陵郡                      |                    |
| 郡                 | 光遷郡             | 新城郡             | 上庸郡             | 県                 | 光遷県 永清県 上庸県 竹山県 |                    |
| 県                 | 光遷県 永清県      | 綏陽県             | 孔陽県 竹山県      | 県                 | 光遷県 永清県 上庸県 竹山県 |                    |

## 唐代
618年（武徳元年）、唐により房陵郡は遷州と改められた。遷州は光遷・永清・受陽・房陵・淅川の5県を管轄した。622年（武徳5年）、淅川県が廃止された。624年（武徳7年）、受陽・房陵の2県が廃止された。636年（貞観10年）、遷州は廃止されると、房州に統合されたが、光遷県は房陵県と改称された。